# Marshall Allman
Marshall Allman, född 5 april 1984 i Austin, Texas, är en amerikansk skådespelare.
Han spelar Lincoln "L.J." Burrows Jr i TV-serien Prison Break och medverkar även i True Blood och Grey's Anatomy. Han har även haft mindre roller i filmer som Gisslan och Alla hans ex.